# Egira tantiva
Egira tantiva là một loài bướm đêm trong họ Noctuidae.